# The Stolen Masterpiece (film 1914 Ricketts)
The Stolen Masterpiece è un cortometraggio muto del 1914 diretto da Thomas Ricketts. Prodotto dalla American Film Manufacturing Company da un soggetto di Nellie Browne Duff, il film aveva come interpreti Ed Coxen, Winifred Greenwood, George Field, John Steppling, William Bertram, Edith Borella.

## Trama
Karl, un ricco uomo di mondo, vorrebbe sposare Alice, ma il padre di lei si oppone perché vuole che il futuro genero si dimostri degno della figlia. Intanto il maggiordomo, in combutta con un pittore, progetta di rubare un prezioso dipinto, farne una copia, sostituirlo e venderne l'originale. Mentre il pittore prepara il falso, suo cognato vuole anche lui rubare il quadro. Karl sospetta qualcosa e segue il maggiordomo, inventandosi investigatore, scoprendo il progetto dei malviventi. Il suo intervento sconvolge i piani criminali di maggiordomo e pittore che vengono presi sul fatto. Avendo dimostrato di ciò di cui è stato capace, Karl convince il futuro suocero di essere del tutto degno di Alice.

## Produzione
Il film fu prodotto dalla American Film Manufacturing Company.

## Distribuzione
Distribuito dalla Mutual, il film - un cortometraggio in due bobine - uscì nelle sale cinematografiche degli Stati Uniti l'11 novembre 1914.